# Bodilus longispina
Bodilus longispina är en skalbaggsart som beskrevs av Küster 1854. Bodilus longispina ingår i släktet Bodilus och familjen Aphodiidae. Inga underarter finns listade.